# Lista dos deputados provinciais da 7.ª legislatura de Santa Catarina
Lista dos deputados provinciais de Santa Catarina - 7ª legislatura (1848 — 1849).
| Nº | Deputado                             |
| -- | ------------------------------------ |
| 1  | José Bonifácio Caldeira de Andrada   |
| 2  | João de Sousa Melo e Alvim           |
| 3  | José Maria da Luz                    |
| 4  | José Mendes da Costa Rodrigues       |
| 5  | Francisco Honorato Cidade            |
| 6  | Silvério Cândido de Faria            |
| 7  | Carlos Maria Duarte Silva            |
| 8  | Antônio Carlos de Carvalho           |
| 9  | Severo Amorim do Vale                |
| 10 | Francisco de Paula Lacé              |
| 11 | Aires da Serra Carneiro              |
| 12 | Francisco de Oliveira Camacho Júnior |
| 13 | Manuel Joaquim de Almeida Coelho     |
| 14 | Manuel Pinto Portela                 |
| 15 | José Luciano de Oliveira             |
| 16 | Eleutério José Velho Bezerra         |
| 17 | José Pereira Sarmento                |
| 18 | Joaquim Gomes de Oliveira e Paiva    |
| 19 | Sérgio Lopes Falcão                  |
| 20 | Agostinho Leitão de Almeida          |